# Станиславівська військова область ЗУНР
Станиславівська військова область ЗУНР — одна з трьох військово-адміністративних одиниць ЗУНР. Центр — місто Станиславів. Створена згідно з адміністративним поділом держави розпорядженням від 13 листопада 1918 року.

## Структура
Військовий округ очолював військовий окружний комендант. Окружна команда складалася з: окружного коменданта, заступника коменданта, мобілізаційного референта, інтендантського референта, коменданта Запасного Коша та инших.

## Адміністративно-територіальний поділ
Військова область поділялася на: Станиславівську, Стрийську, Коломийську та Чернівецьку військові округи ЗУНР.
До військових округ входили військові повіти:
Станиславівська ВО
1. Станиславівський
2. Богородчанський
3. Надвірнянський
4. Товмацький
5. Городенківський (до 25.11.1918)[1]

Стрийська ВО
1. Стрийський
2. Жидачівський
3. Сколівський
4. Долинський
5. Калуський, комендант повітової військової команди — хорунжий Осип Дудикевич.

Коломийська ВО
1. Коломийський
2. Печеніжинський
3. Косівський
4. Снятинський
5. Городенківський (від 25.11.1918)

Чернівецька ВО (до 25.11.1918)
1. Чернівецький
2. Кіцманський
3. Заставнівський
4. Вашківецький
5. Серетський
6. Вижницький
7. Сторожинецький

20.01.1919 були ліквідовані всі тилові повітові військові команди, за винятком Збаразької, Скалатської, Гусятинської, Городенківської, Снятинської і Косівської.